# 贝切伊
贝切伊（德语：Altbetsche）是塞尔维亚伏伊伏丁那自治省的一座城市，面积487平方公里，2002年时人口为25,775人，匈牙利人和塞尔维亚人是当地最主要的民族。

## 友好城市
- 罗马尼亚米耶尔库雷亚丘克
- 匈牙利塞克萨德